# Andrea Belmonte
Andrea Belmonte, bürgerlich Andreas Schönberg, (* 20. Januar 1968 in Köln) ist ein deutsch-italienischer Opernsänger (Tenor), Schlagersänger, Texter und Komponist. Er hat  in verschiedenen Musikrichtungen Alben veröffentlicht, z. B. für den Schlagerbereich bei Fiesta Records. Den Künstlernamen Andrea Belmonte hat er sich gegeben, um seine verschiedenen musikalischen Projekte von seinem Engagement als Tenor im Ensemble an der Deutschen Oper am Rhein in Düsseldorf/Duisburg zu trennen.

## Biographie

### Kindheit und Familie
Geboren wurde er 1968 in Köln als Sohn eines Sizilianers aus Catania und einer Deutschen aus Köln. Als Schönberg ein Jahr alt war, musste ihn seine Mutter gegen ihren Willen zur Adoption freigeben. Ihr Stiefvater war gegen die Heirat seiner Stieftochter mit einem Sizilianischen Einwanderer. Andreas wurde von einem deutschen Ehepaar adoptiert und wuchs auf einem Bauernhof in Ettringen bei Mayen in der Eifel auf.
Seine Adoptiveltern verheimlichten ihm nie die Wahrheit über seine Herkunft. Er erfuhr, dass er adoptiert wurde, als er drei Jahre alt war. Nachdem der Adoptivvater verstorben war, begann er im Erwachsenenalter mit den Nachforschungen nach seinen leiblichen Eltern, die er auch fand.
Sein leiblicher Vater wanderte 1960 in der Zeit des deutschen Nachkriegswirtschaftswunders aus der Provinz Catania nach Deutschland aus. Sein richtiger Vater war Schreiner, sein Großvater ein Folkloresänger auf Sizilien. Seine leibliche Mutter stammt aus einer gutbürgerlichen Familie.
Seine Herkunft und Familiengeschichte hat ihn stark beeinflusst. Dabei entwickelte er eine ausgesprochen positive Haltung zu seiner Herkunft.

### Ausbildung
Andrea Belmonte wurde als Siebenjähriger im Kirchenchor aufgenommen. Er sang zuerst im Knabenchor, nach dem Stimmbruch im Männerchor und im Kirchenchor. Dem Lehrer fiel seine Stimme und sein Talent als Siebenjähriger auf.
Von 1983 bis 1991 absolvierte er eine Lehre mit anschließender Fachausbildung und beendete mit 23 Jahren seine Ausbildung als Landwirtschaftsmeister, da die Adoptiveltern einen Bauernhof hatten. Von 1986 bis 1992 machte er parallel ein privates Gesangsstudium bei Natalie Usselmann an der Musikhochschule in seiner Geburtsstadt Köln.

### Musik und Gesang
Großen Einfluss hatten auf ihn Luciano Pavarotti, Mario Lanza, Enrico Caruso und besonders Fritz Wunderlich. Als Jugendlicher hörte er Opern am liebsten.
Andrea Belmonte schöpft seine musikalischen Einflüsse beim Komponieren aus der modernen Klassik und der Oper.
Seine Lieder haben meist soziologische, friedliche Hintergründe. Es geht um Versöhnung, was er mit der aktuellen Single „Shine on Jerusalem“ zu den aktuellen Konflikten beweist. Komponiert wurde dieses Lied von Hanno Herbst. Er selber komponiert und textet klassische Pop-Balladen. Zwei Duette nahm er gemeinsam mit der Opernsängerin Marlies Petersen (Sopran) auf. Die Texterin Mary Susan Applegate schrieb  Texte für 4 Lieder in English.
In früher Kindheit galt seine Liebe dem Schlager. Als 20-Jähriger brachte er eine Schlagersingle mit dem Titel „Jeder Mensch“ auf den Markt. Im weiteren Verlauf seiner Karriere konzentrierte sich sein Schaffen mehr auf die Oper.
Andrea Belmonte hat fast die ganze Welt bereist, die Erfahrungen daraus und Erlebnisse versucht er in seine Kompositionen einfließen zu lassen.
Er mischt verschiedene Stile, wie er als Co-Produzent, Texter und Tenor in der Cooperation mit „Opera Da Club“ im Jahr 2013 bewies. Die neu gemischten Pop-Balladen, Arien und Canzionaten wurden mit Pop-Elementen vermischt.
Lucia Dalla gab „Opera Da Club“ kurz vor seinem Tod die Erlaubnis, seine Komposition „Caruso“ zu remixen. Eine andere Singleauskopplung aus „Opera Da Club“ ist „Torna a Sorriento“. Es wurde 1894 von dem italienischen Musiker Ernesto De Curtis aus Neapel komponiert.
Ein weiteres Projekt ist Passionati. Die Single heißt „Paradise“, gesungen im Duett mit dem ersten Supertalent-Gewinner Ricardo Marinello. Veröffentlicht wurde der Song bei „Fiesta Records“ in Köln.

## Tätigkeit an deutschen Opernhäusern
Von 1992 bis 1995 hatte Belmonte das erste Engagement am Stadttheater in Hagen im Musical „Hello Dolly“. Darin verkörperte er den Ambrose Kemper.
Von 1995 bis 1998 war er am Staatstheater in Darmstadt fest angestellt.
Seit 1998 ist er in Festanstellung als Ensemble-Mitglied an der deutschen Oper am Rhein Düsseldorf/Duisburg.
Er ist Mitglied im Ensemble Royal, Co-Produzent, Texter und Komponist im Ensemble Opera Da Club und Mitglied im Trio Bohemians.

## Diskografie

### Alben
- 1998: Promoalbum: „The most beautiful Arias of the Opera“ bei Herbst Medien
- 1999: Promoalbum: „Classic Modern Music Cross Over“ bei Herbst Medien
- 2000: Promoalbum: „Vincero“ bei  Herbst Medien
- 2013: Album: „Opera Da Club“
- 2015: CD: „German Christmas Party“ mit den „Golden Tenors“

### Singleauskopplungen
- 1988: Single „Jeder Mensch“
- 2022: Singleauskopplung „Caruso“
- 2021: Single „Passionati Paradise“ im Duett mit Ricardo Marinello
- 2023: Singleauskopplung „Marmor, Stein und Eisen bricht“

## Presseartikel
- Vom Landwirt zum Opernsänger - Archiv
- Tuntenlauf und Tenorgesang auf dem Eis an der Königsallee
- Wo sich klassische Oper und moderner Pop verbinden
- Trotz Pandemie: Ettringer Opernsänger lässt sich die Musik nicht nehmen
- Das Supertalent Ricardo ist wieder da - Westdeutsche Zeitung
- Passionati am 29. Juli bei den Summer Beats in Mayen
- Tenor Andreas Schönberg singt Weihnachtliches vorm Uerige